# Kurt von Gersdorff
Kurt Franz Erdmann von Gersdorff (* 11. Mai 1858 in Petershain, Landkreis Rothenburg (Ob. Laus.); † 14. November 1916 in Schloss Niemitz bei Kauffung) war ein deutscher Verwaltungsbeamter und Landrat von Wittgenstein.

## Familie
Kurt von Gersdorff entstammte einem evangelischen, alten Oberlausitzer Adelsgeschlecht. Er war der Sohn des preußischen Premierleutnants und Rittergutsbesitzer auf Petershain Hugo Wolf Gustav von Gersdorff (1822–1895) und Vally Marie Friederike Valeska Gräfin von Pfeil und Klein Ellguth (1833–1902). Seine Schwester Olga war verheiratet mit dem preußischen Generalmajor Ulrich von Bismarck.
Er heiratete am 31. Juli 1888 in Niemitz-Kauffung Margarete Eva von Niebelschütz (* 4. Juni 1865 in Niemitz-Kauffung, evgl., † 26. Februar 1939 in Niemitz-Kauffung, Herrin auf Niemitz-Kauffung 370 ha), die Tochter des Offiziers Rudolf Adam Maximilian von Niebelschütz und Karoline Ernestine von Uechtritz und Steinkirch. Aus der Ehe stammten zwei Söhne und drei Töchter.

## Leben
Nach seinem Abitur am 5. März 1879 trat er in die Ritterakademie Liegnitz ein. 1897/80 leistete er als Einjährig-Freiwilliger den Militärdienst beim 2. Garde-Regiment zu Fuß in Berlin, wo er als Hauptmann der Reserve abging.
Anschließend studierte er Rechtswissenschaften in Berlin, Freiburg und Leipzig. Am 3. Juli 1882 bestand er die Prüfung zum Gerichts-Referendar beim OLG Breslau und wurde dort am 20. September 1882 zum Gerichts-Referendar ernannt. Am 8. Januar 1885 folgte die Ernennung zum Gerichts-Referendar bei der Regierung Liegnitz. 1888 legte er die Prüfung zum Gerichts-Assessor ab und wurde am 7. März 1888 zum Gerichts-Assessor bei der Regierung Liegnitz ernannt.
Nach Tätigkeit bei der Regierung Potsdam wurde ihm am 27. Februar 1891 die kommissarische Verwaltung des Kreises Wittgenstein übertragen. Im September 1891 verzichtet der Kreistag auf die weitere Benennung von Kandidaten zur Wahl; einstimmig erfolgte die Empfehlung zu Bestellung von Kurt von Gersdorff am 30. Mai 1891 zum Landrat von Wittgenstein. Von 1893 bis 1905 war er zudem Mitglied des Provinziallandtages für die Provinz Westfalen. Am 22. Mai 1905 folgte die Ernennung zum Regierungsrat bei der Regierung Liegnitz.
Kurt von Gersdorff war Rechtsritter des Johanniterordens. Er wurde mit dem Ritterkreuz des Roten Adlerordens (IV. Klasse) geehrt. Er wurde zum Geheimen Regierungsrat ernannt.